# Ludicra
Ludicra – amerykański zespół z San Francisco, grający black metal. Utworzony w roku 1998 z początku grał jako kwartet, lecz później skład zmienił się na pięcioosobowy. Duże wpływy w ich twórczości mają klawisze w stylu gotyckiego metalu oraz wpływy folku. Głównymi inspiracjami dla muzyków były takie zespoły, jak Darkthrone, Gorgoroth, Bethlehem i Dødheimsgard. Do Ludicra należą aktualni oraz dawni członkowie grup Impaled, Hammers of Misfortune, Tallow, Missile Command, Ominum oraz zniesławiony zespół punkowy Hickey. Grupa ta ma sporą reputację w swoim rodzimym mieście San Francisco, dzięki bardzo częstym koncertowaniu tam. Wielokrotnie występowali z grupami, które grają odmienny gatunek od granych przez nich (m.in. deathmetalowy Impaled, post-hardcore/noise Total Shutdown czy instrumentalny math metalowy the Fuckin Champs).

## Muzycy

### Obecny skład zespołu
- John Cobbet - gitara elektryczna (1998–)
- Christy Cather - gitara elektryczna, śpiew (1998-)
- Ross Sewage - gitara basowa (1999–)
- Laurie Sue Shanman - śpiew (1999-)
- Aeosop - perkusja

### Byli członkowie zespołu
- Jesika Christ - gitara basowa, śpiew

### Muzycy sesyjni
- Melynda Jackson
- Lorraine Rath
- Kris Force
- Sigrid Sheie
- Jackie Perez-Gratz

## Dyskografia
- Hollow Psalms (Life is Abuse, 2002)
- Another Great Love Song (Alternative Tentacles, 2004)
- S/T EP (Life is Abuse, 2006)
- Fex Urbis Lex Orbus (Alternative Tentacles, 2006)